# 帕萊斯 (密蘇里州)
帕萊斯（英語：Palace）是位於美國密蘇里州普瓦斯基縣的非建制地區。

## 歷史
帕萊斯的郵局於1909年設立，其後於1957年停運。

## 地理
帕萊斯所處的海拔為高於海平面361米（即1184英呎），而該地所採用的時區為UTC-6，即北美中部時區（CST）。同時該地設有夏令時間，為UTC-6調快一小時，即UTC-5（CDT）。